# Compagnia unica del porto di Genova
La Compagnia unica del porto di Genova — o, più esattamente, Compagnia Unica fra i Lavoratori delle Merci Varie (CULMV) — è la principale e più antica società di servizi attiva nel porto di Genova.
È stata fondata con decreto del Presidente del Consorzio n. 2296 emesso in data 7 dicembre 1946 (ma con efficacia dal 1º marzo dello stesso anno). La sua costituzione si era resa necessaria all'indomani della seconda guerra mondiale per riorganizzare il lavoro delle diverse compagnie operanti nel porto di Genova, da quella dei carbonini a quella degli addetti alle merci varie.
L'"Unica" — come viene chiamata — traeva origine dalla Compagnia detta dei Caravana, fondata nel 1340 per raggruppare la manovalanza adibita allo scarico delle merci dai velieri e composta prevalentemente da persone provenienti dalla provincia di Bergamo. Dai caravana è derivata poi la figura del camallo, termine che ancora oggi a Genova indica gli addetti alla movimentazione delle merci in porto.
Nonostante l'evoluzione del porto, dei mezzi operativi e delle modalità di imbarco e sbarco merci, la Compagnia Unica del porto di Genova è attiva sullo scalo genovese e al Psa Genova Pra' (ex Voltri Terminal Europa), con un organico superiore a 700 soci e un fatturato annuo di circa 30.000.000 di euro.
La CULMV ha mantenuto sede e organizzazione a San Benigno, a breve distanza dalla torre della Lanterna di Genova, storico faro portuale del capoluogo ligure tuttora funzionante.